# Guzianka (Ruciane-Nida)

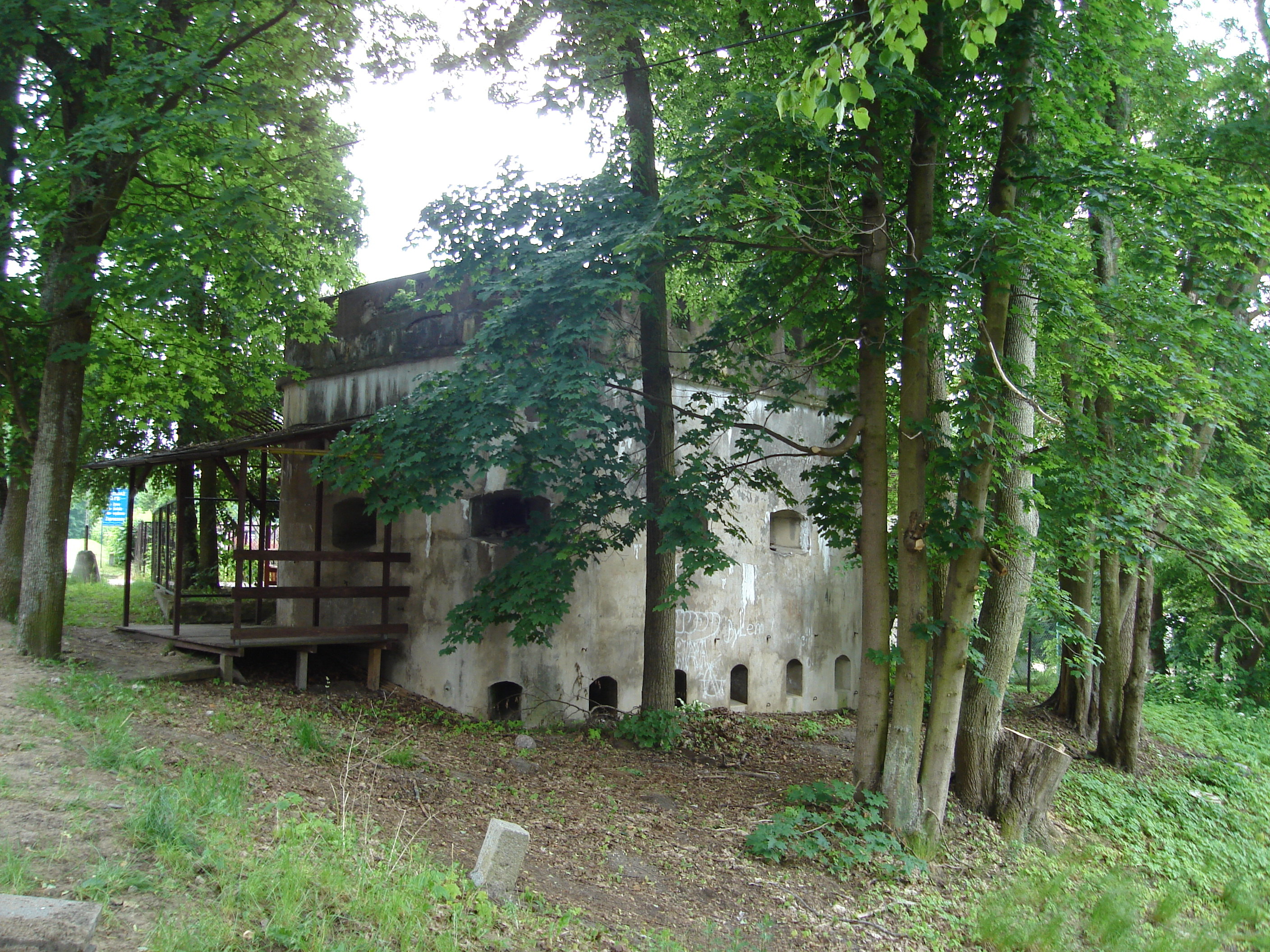
Schron przy śluzie

Guzianka – osada szkatułowa z końca XVII wieku, obecnie od 1957 roku część miasta Ruciane-Nida. W XIX wieku Guzianka była majątkiem leśnym i jej znaczenie było dużo większe niż Rucianego. Dlatego tu właśnie znajdowała się siedziba administracji okolicznych lasów.
Na terenie Guzianki należy znajdują się dwie śluzy, starsza z roku 1900 i nowsza z 2020, a także schron stanowiący część węzła obronnego Ruciane – Guzianka.